# 光滑方秆蕨
光滑方秆蕨（学名：Glaphyropteridopsis glabrata），为金星蕨科方秆蕨属下的一个植物种。